# 社会秩序
社会秩序（しゃかいちつじょ、英: social order）とは、混乱がなく統制された社会の状態、また、そのような状態を維持するための制度や仕組みをいう。社会学、歴史学、その他の社会科学において用いられる概念である。

## 解説
社会秩序は、人間関係と人間行動の「通常の」あり方を保持、継続、実行するための社会構造、社会制度、社会活動の関連の集合として解釈できる。したがって、ある「社会秩序」は相互作用や習慣のパターンや制度の比較的安定したシステムであり、その社会秩序の存続に必須である以下の条件を継続的に再生産可能である。したがって、この概念は長時間継続的に存在する社会の全側面と解釈される。その条件とは財産、交換、権力関係だけでなく文化的形態、コミュニケーション関係や価値のイデオロギー的システムを含む。
「秩序問題」（どのように、そしてなぜ社会秩序が存在するかに関する問）は、歴史的に社会学の中心的テーマである。アメリカの社会学者タルコット・パーソンズによれば、トマス・ホッブズがこの問題を最初に定式化したとされる。「自然状態」は「万人の万人に対する闘争」の状態であり、これを解決し社会秩序を維持するために社会契約が結ばれた、とパーソンズはいう（『社会体系論』）。
社会秩序に関しては法律と社会正義 (social justice) に関連する、いくつかの明確な特徴が存在する。これらの特徴は以下を含む。
- 個人的あるいは個人間の紛争は国の領域となる
- 「個性」は、このプロセスにおいて徐々に少なくなる
- 行動を正当化するための合理化の使用
- 豊かで権力あるものに有利なようにゲームの規則を変えるための国の手段 (tool) としての「司法改革」の使用

16世紀以降、社会、経済、道徳的秩序を最善の状態に維持することは国家の課題として確立されていった。ジプシーや盗賊など「国を害する者たち」を細かく規定、分類し、それに対処するためにより近代的な警察が組織されていった。啓蒙主義の時代になると、捕らえた犯罪者を社会復帰させる試みがなされるようになり、犯罪抑止を目的とした司法の厳格化が進んだ。